# Cazombo flygplats
Cazombo flygplats är en flygplats i Angola.   Den ligger i provinsen Moxico, i den östra delen av landet, 1 100 kilometer öster om huvudstaden Luanda. Cazombo flygplats är belägen 1 123 meter över havet.